# Ченстоховський трамвай
Трамваї у Ченстоховій — мережа трамваю, що працює у місті Ченстохова, Польща. Мережа введена в експлуатацію в 1959 році і має загальну довжину 14,5 км.

та є під орудою Miejskie Przedsiębiorstwo Komunikacyjne w Częstochowie

## Коротка історія
Перший проєкт побудови у місті електричного трамваю датується ще 1903 роком. Тоді було оголошено конкурс на будівництво у місті електричного трамваю.
Мало бути 3 лінії трамваю, які б починалися від площі Новий Ринок (тепер площа Дашинського) та прямували до заводу Мотте (лінія 1), до Ясної Гури з відгалуженням до вокзалу, вулиці 1 Травня та цвинтаря Св. Роха (лінія 2), вулиці Варшавської на Кулє (лінія 3).

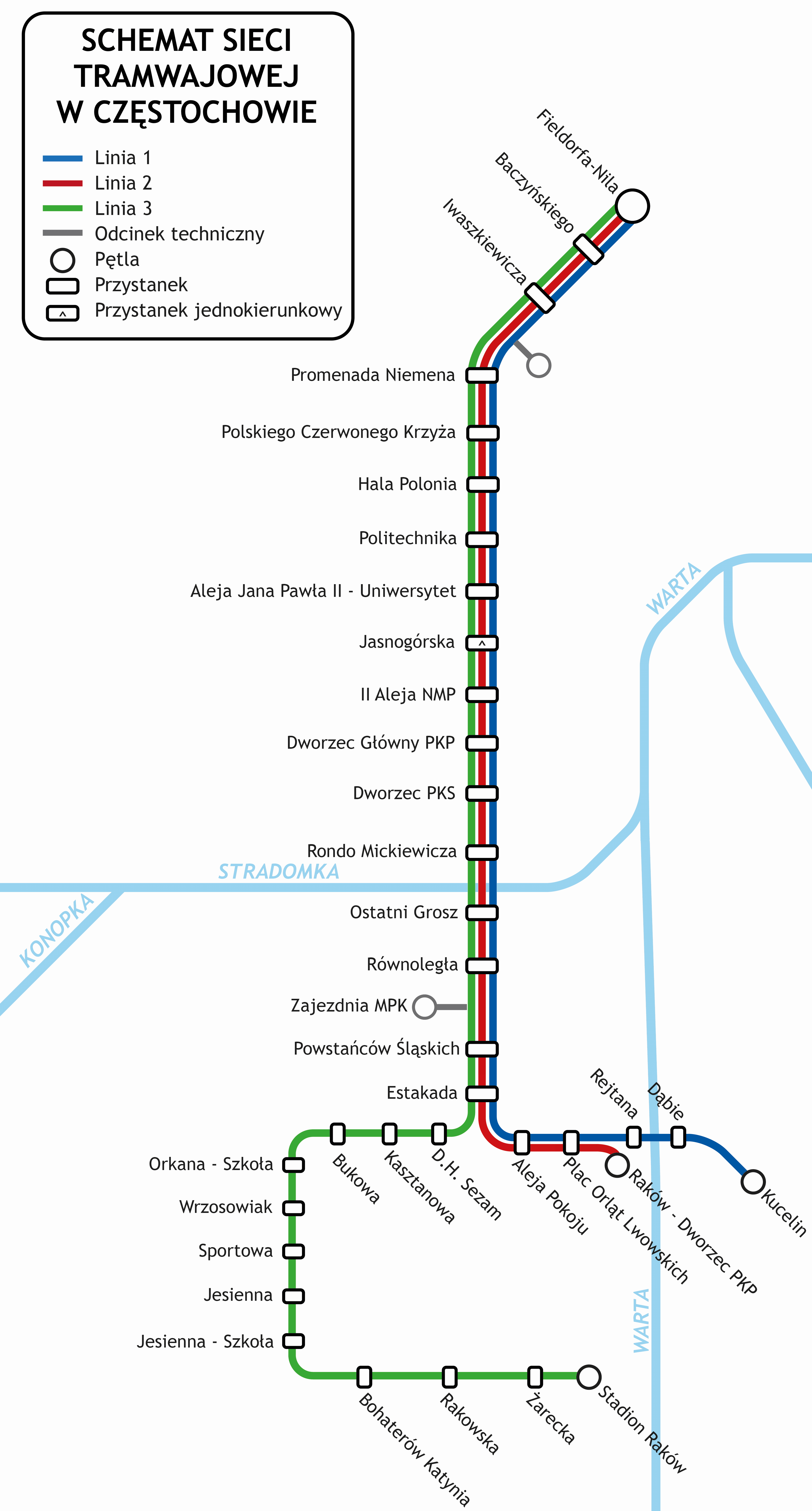
Схема

1908 року було висунуто ще один проєкт, що передбачав вибір між будівництвом кінного та електричного трамваю. Обидва проєкти було відхилено. В міжвоєнну добу далі проєктів справа також не пішла, а 1928 року у місті запроваджено автобусний рух.
В повоєнну добу вкотре постало питання про будівництво в місті трамвайної лінії, що активізувався 1951 року. І от вже 1955 року розпочалося будівництво трамваю у місті. Рух планували відкрити вже 1956 року, але через фінансові труднощі перший трамвай вулицями міста проїхав лише 8 березня 1959 року. Так почалася історія наймолодшої на сьогодні трамвайної системи Польщі.
Перша лінія довжиною 7,1 км пролягала алеєю Армії Крайової, вулицями Костюшка, Незалежності, алеєю Покою до Куцеліна.
29 липня 1959 року відкрито лінію протяжністю 1,5 км вулицею Лукасінського до Старого Ракова (закрита 1 вересня 1971 року).
У 1959-60 роках було висунуто проєкт будівництва у місті нових ліній, але ці плани реалізовано не було.
Щоправда, 15 січня 1971 року першу лінію трохи подовжили на північ.
Останнє на сьогодні розширення мережі відбулося 16 січня 1984 року, коли лінію було подовжено на масив Полноч до вулиці Фєльдорфа.
2006 року було оголошено проєкт будівництва нової лінії у місті — вона має пролягати в бік районів Вжосвовяк та Блешно до стадіону Ракув-Ченстохова вулицями Ягеллонською, Оркана, алеєю 11 Листопада, Єсенньою та Раківською до кінцевої в районі вулиці Заріцької. Планується збудувати нову лінію до 2012 року. Також для обслуговування нової лінії заплановано придбати 7 низькопідлогових трамваїв.

## Маршрути
- № 1 Фєльдорфа-Ніла — Куцелін Шпиталь
- № 2 Фєльдорфа-Ніла — Раків Станція ПКП
- № 3 Фєльдорфа-Ніла — Стадіон Ракув

## Рухомий склад
| Фото | Тип               | Рік виробництва | Кількість          |
| ---- | ----------------- | --------------- | ------------------ |
|      | Pesa 129Nb        | 2012, 2020      | 17                 |
|      | Konstal 105Na     | 1979–1990       | 28                 |
|      | Konstal 102Na     | 1971            | 1 (історичний)     |
|      | Konstal 4N1 + ND3 | 1958, 1955      | 1 + 1 (історичний) |